# Котито
Котито е едно от имената на тракийската Велика богиня. Етимологията му се извежда от думата "война, сеч, клане". 
Най-рано се споменава в трагедията „Едони“ от Есхил. Друг важен източник за култа към Котито е изгубената пиеса на Евполис „Баптай“. 
Знае се малко за същността на Котито. Понякога се отъждествява с Бендида.
От тракийски изобразителни данни получаваме сведения за връзката на богинята Котито и бика. Фактът че редица представители на Одриската династия носят името Котис, подчертава особената популярност на Богинята сред траките. В елинския свят култът към Котито се разпространява по време на Пелопонеските войни (431 – 404 г. пр. Хр.). Тя е позната в Атина, Коринт и Сицилия.
Изключителният колорит на празниците в чест на богинята я прави популярна и често се споменава от римските поети Вергилий, Хораций и Ювенал.
В античната литературна традиция се приема, че Котито е дорийска богиня – коринтянка, дъщеря на Тимандър.

## Култ
Празненствата, посветени на Котито, са ритуали, отличаващи се с оргиастични елементи. Те включват очищение, скок от скала в морето, мимове, подражаване рева на бик, екстатична музика. По време на тези празници мъжете носят женски маски, преобличат се в женски дрехи, имитират женско поведение. Според Страбон тези празници наподобяват малоазийските оргиастически тържества и е възможно да са пренесени от там, защото много приличат на култовите практики в чест на Кибела. Есхил поставя богинята във връзка с Дионис и прави паралел между почитателите на Котито и на Дионис.

## Мито-ритуална същност на Котито
Митологичната същност на Котито може да бъде разбрана чрез анализиране на отделните елементи на Котитиите. Скачането в морето е митологема с инициационен смисъл. Водата, като първичен елемент на космоса, въплъщава идеята за хаос и недиференцираност. Излизането от водния басейн символизира възстановяването на реда. Гмуркането е форма на изминаването на пътя между два статуса и преминаването на водната преграда е необходимо условие в много инициационни практики. Смята се, че мистите на Котито извършват инициационния си скок във водата, за да отбележат преминаването си от непосветени в статуса на посветени в мистериите на богинята. Мито-ритуалните механизми показват дублиране на основния семантичен смисъл в различни знакови системи. Посвещаваният трябва да премине през състоянието на ритуална смърт. Скачането в морето е една от формите на това състояние. То се дублира и от смяната на пола, демонстрирана чрез травестията в празниците на Котито. Смята се, че мистите са разигравали и хомоеротични сцени. Така се онагледява смъртта им като мъже (излизане от старото състояние на незнание) и „раждането“ им като жени (влизане в новия статус на посветени). Много изследователи приемат, че Котито е типично андрогинно божество (с белези на двата пола).
Шумът и музиката имат специфично значение в праненствата на Котито. Бичият рев е един от основните елементи по време на инициация, а аудитивният код е важен елемент от култа към Котито.

## Връзки с минойската Бритомарта и микенската Потния Терон
Формите на приемственост между древните култури от бреговете на Егейско море (остров Крит, Балкански полуостров, Мала Азия) тепърва предстои да бъдат изяснявани. Разграничавайки автохтонните минойска, по-късната микенска (макар и известна също като протогръцка) и тракийската култури от наложилата се след нашествието на древните гърци елинска култура, откриваме все повече аналогии между тези изконно местни култури в разрез с общоприетата История на Древна Гърция. Тук конкретно ни занимава първообраза на гръцката Артемида (претопен и в образа на редица други богини като Атина, Афродита и др.) - образа на Благата девойка Бритомарта, определяна като върховна богиня на Минойски Крит, микенската Повелителка на зверовете Потния Терон и Невидимата Афая от остров Егина. Тракийският култ към Котито няма как да не предизвика асоциации с мита за критската девойка Бритомарта, получила по-късно гръцкото прозвище Диктина (тази на ловните мрежи), която преследвана от цар Минос се хвърля от една скала в морето и попада в мрежите на рибарите довели я в Гърция.
| „ | На Егина отправяйки се към планината на Общогръцкия Зевс (Zeus Panhellenios) пред теб изниква светилището на Афая, за която Пиндар съчинява ода по молба на Егиняните. Критяните казват (а митовете за Нея идват от Крит), че Евбул бил син на Карманор, този който пречистил Аполон след убийството на Питон и казват още Бритомарта била е дъщеря на Зевс и Карме (дъщеря на същия този Евбул). Тя обичала състезанията и лова и била любимка на Артемида. Бягайки от Минос, обладан от похотлив копнеж по нея, тя се хвърлила в мрежи опънати за лов на риба. Артемида я направила богиня и не само критяните, но и егиняните почитат я. Егиняните казват, че Бритомарта сама им се явила на техния остров. Нейното прозвище сред егиняните е Афая (Невидимата), а на Крит я наричат Диктина на мрежите. | “ |

Връзка между траките и т.нар. от Херодот царски скити от една страна, и древните критяни и микенци от друга, е афинитетът на тези автохтонни култури към бика, змията и змиеукротителката, двойната брадва и късият прав меч, почитането на една-единствена Велика богиня-майка, или на един-единствен Върховен бог-баща, бил той с образа на гръцкия Посейдон, Дионис или Зевс, почитането на неговите дъщери или синове, по-скоро като светици или светци покровители, или дори като безплътни духове, отколкото като божества в традиционния вид на гръцкия пантеистичен модел. Всъщност навсякъде където археолозите се натъкват на находки от тези култури се наблюдават сходни погребални практики с градеж на могили и използване на погребални маски, но липса на храмове. Те са заместени от каменни светилища под открито небе, свещени дървета, скали или стели (колони) дооформени от човешка ръка намиращи се в свещени гори, планини или пещери. Не на последно място разбира се стои и предпочитанието на траки, минойци и микенци към женското начало, към божествената девойка омайваща не само мъжките сърца, но и всичко живо със своята прелест, божествен глас и владеене на умения присъщи по традиция на мъжете. Тракийската Котито (Бендида) е архетип с аналози в целия древен свят, по различно време и под различни имена.